# 파이락시스 게임스

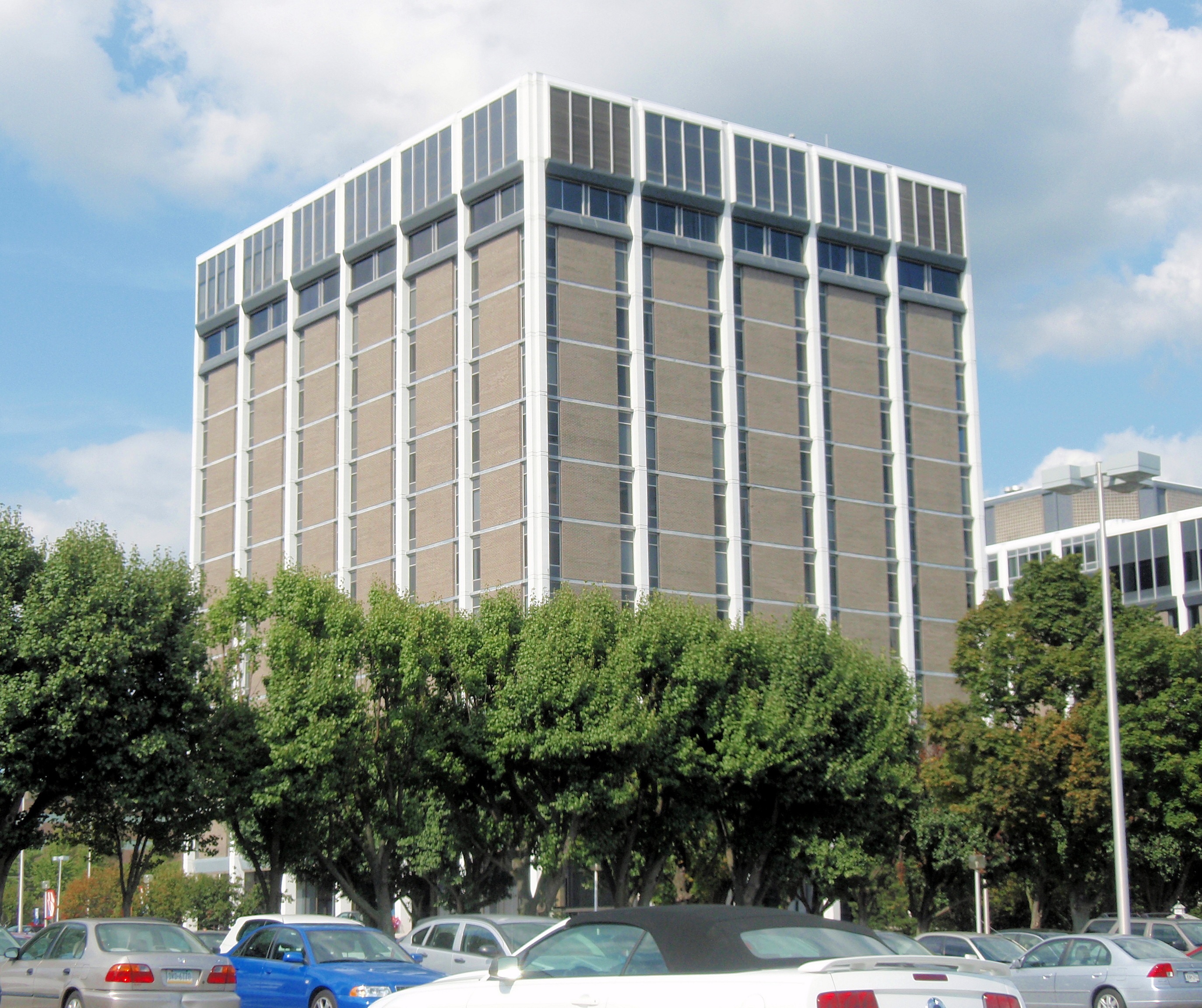

파이락시스 게임스(Firaxis Games)는 메릴랜드주 스팍스에 위치한 미국의 비디오 게임 개발사이다. 이 기업은 1996년 5월 시드 마이어, 제프 브릭스, 브라이언 레널즈가 마이어의 이전 벤처 기업 마이크로프로스를 떠나면서 설립하였다. 이들은 2005년 8월 테이크투 인터랙티브에 인수되었고 최종적으로 배급사의 2K 레이블의 일부가 되었다. 파이락시스 게임스는 문명과 엑스컴 시리즈, 그리고 마이어의 이름을 딴 기타 수많은 게임들로 유명하다.

## 개발한 게임
- 시드 마이어의 알파 센타우리
- 문명 III
- 문명 IV
- 문명 레볼루션
- 문명 IV: 콜로니제이션
- 시드 마이어의 문명 V
- 엑스컴 2
- 시드 마이어의 문명 VI